# خانه محمد سلطانی
خانه محمد سلطانی مربوط به دوره قاجار است و در شهرستان اردستان، بخش زواره، دهستان ریگستان، روستای تلک آباد، محله بالا واقع شده و این اثر در تاریخ ۱۸ آذر ۱۳۸۷ با شمارهٔ ثبت ۲۳۹۲۲ به‌عنوان یکی از آثار ملی ایران به ثبت رسیده است.